# Kéthely megállóhely
Kéthely megállóhely egy megszűnt Somogy vármegyei vasúti megállóhely a Somogyszob–Balatonszentgyörgy-vasútvonalon, Kéthely településen.
A központtól mintegy másfél kilométerre keletre, külterületen helyezkedik el, közúti elérését egy, a 68-as főútból kiágazó önkormányzati út (települési nevén Arany János utca) biztosítja.
A megállóhelyet érintő egyetlen vasútvonalon 2009. december 13-án megszűnt a személyszállítás.

## Vasútvonalak
A megállóhelyet az alábbi vasútvonalak érintik:
- Somogyszob–Balatonszentgyörgy-vasútvonal

## Kapcsolódó állomások
A megállóhelyhez az alábbi állomások vannak a legközelebb:
- Marcali vasútállomás (Somogyszob vasútállomás, Somogyszob–Balatonszentgyörgy-vasútvonal)
- Balatonújlak megállóhely (Balatonszentgyörgy vasútállomás, Somogyszob–Balatonszentgyörgy-vasútvonal)